# جيليان روز (أستاذة جامعية)
جيليان روز (بالإنجليزية: Gillian Rose)‏ هي جغرافية بريطانية، ولدت في 1962.